# Grupa korporacyjna
Grupa korporacyjna – jest to zespół osób podlegający kontynuacji w czasie, niezależnie od indywidualnego życia członków, posiadający wspólne dobra oraz umiejscowiony terytorialnie.

## Teoria Maine’a
Według H.S. Maine’a jest to oznaczenie grupy, której można przypisać osobowość społeczno-prawną i wyróżniającej się trwałością oraz zespołową kontrolą nad własnością.

## Teoria Webera
M. Weber zdefiniował pojęcie grupy korporacyjnej jako „dysponującą szczególnymi zasadami nabywania członkostwa i charakteryzującą się reprezentatywną władzą oraz zasadami delegowania władzy osobom w imieniu grupy”.